# التجريس
```
التجريس
 هو عقوبة كان القاضي يحكم علي السارق أو خائن الأمانة أو المختلس  بأن يتم تجريسه. أي يركب حماراً بالمقلوب ويدهن وجهه 
بالقار
 أو بالجير. وتعلق في رقبته الأجراس والجلاجل ويزفه الناس ويدورون به في الطرقات والأزقة ليعلم القريب والبعيد أنه مذنب، فيتجنبه الناس. وخرجت من هذه العقوبة كلمات مازالت متداولة حتي الآن ومنها الجرسة أوالفضيحة أم جلاجل. 
[
1
]
[
2
]
[
3
]
[
4
]
```

## التجريس من عهدالدولة العبيدية
ابان تولي العبيديين لحكم مصر، واتخاذهم القاهرة عاصمة لهم واجهوا العديد من المعارضين في الداخل و من الخارج تحديدا من فلول الإخشيديين والكافوريين الذين كانوا في حكم مصر وقاوموا الوجود الفاطمي على جبهتي مصر والشام، فواجهتهم الدولة الفاطمية بعمليات تجريس كبيرة. وروي أن القائد الفاطمي جوهر الصقلي أمر سنة 968م بقطع رؤوس جماعة من الأخشيديين والكافوريين، وإرسالها إلى الخليفة المعز لدين الله. وفي سنة 971 تم تجريس عبد العزيز الكلابي وأتباعه بسبب دعمه للعباسيين وسجن وهو مغلول اليدين وطافوا به وبمن معه في القاهرة عقاباً لهم على مناهضة السلطة في الصعيد. وكان القبقاب علي عهد الخليفة الفاطمي الحاكم بأمر الله من وسائل التجريس للبغايا وبنات الليل. حيث اقترح الحاكم فكرة القبقاب لمنع خروج النساء ليلاً فأمر بأن ترتدي النساء القباقيب حتي إذا خرجت البغايا وبنات الليل أمكن للعسكر أو رجال الشرطة ملاحقتهن وضبطهن من صوت القباقيب.

## التجريس على عهد العثمانيين
كان التجريس العقوبة المنتظرة لمَن يتجرأ على الأكل أو الشرب في مكان عام أثناء نهار رمضان، خاصة إذا كان المفطر شاباً قوياً وسليم الجسم. كانت تحلق نصف لحية المفطر ونصف شاربه، ثم يوضع على ظهر حمار، ووجهه متجه إلى مؤخرة الحمار وممسكا بذيل الحمار ويلبس الشخص عمامة من أحشاء ذبيحة ويوضع الجلد على كتغه، ويطاف به في الشوارع والطرقات، ويضربه الرجال بالنعال.
```
وكان الجزار أيضاً معرضا لهذه العقوبة إذا نقص الوزن أو باع لحماً فاسداً فكان يعطي المحتسب باقي اللحم للمحتاجين ويربط الجزار في مكان ساطع الشمس يوميا ثم تعلق عليه قطعة من اللحم الفاسد في أنفه ويترك على هذا الوضع حتى تخرج الديدان من قطعة اللحم المعلقة اومنها إلى جسمه،أو يتجنب هذه العقوبة بدفع غرامه.
[
5
]
```

## مقالات ذات صله
- مصطفى البشتيلي